# Mulsanne
 Mulsanne  es una población y comuna francesa, situada en la región de Países del Loira, departamento de Sarthe, en el distrito de Le Mans y cantón de Écommoy, al noroeste de Francia.

## Demografía
| 803 | 891 | 3055 | 3776 | 5058 | 5213 |
| Para los censos de 1962 a 1999 la población legal corresponde a la población sin duplicidades (Fuente: INSEE [Consultar]) |     |      |      |      |      |

## Recta Mulsanne

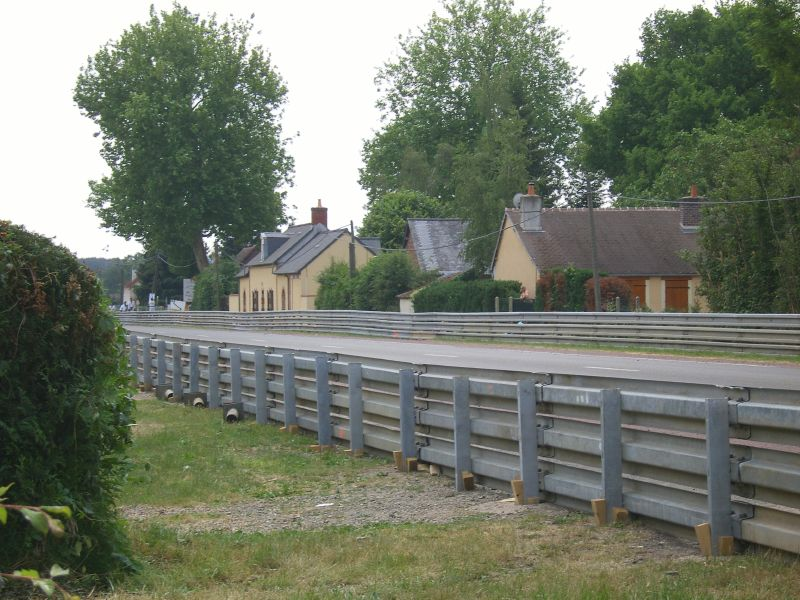
Parte de la Ruta Nacional 138, usada como recta del Circuito de la Sarthe.

El Circuito de la Sarthe, que se utiliza en las 24 Horas de Le Mans, importante carrera de resistencia, adoptó parte de la larga carretera, convirtiéndola en una recta de 5 km de largo. La famosa recta Mulsanne, sufrió varias modificaciones a través de los años, debido a las altas velocidades que los vehículos alcanzaban en ella. En 1971, el legendario Porsche 917 fue conometrado a 386 km/h. Además de ciertas regulaciones en el diseño de los automóviles, se debieron agregar dos chicanas para reducir las velocidades.

## Bentley Mulsanne
Fue un coche de lujo producido por Bentley Motors desde 1980 hasta 1992. El nombre deriva de las cinco victorias obtenidas por la marca en las 24 Horas de Le Mans. Un nuevo modelo salió a la venta desde 2010.